# Ramón Vásquez de Novoa
Ramón Nicolás Vásquez de Novoa López de Artigas; abogado y político chileno. Nació Santiago, el 11 de abril de 1791. Falleció en la misma ciudad en diciembre de 1856. Hijo de don Vicente Vásquez de Novoa Rey y doña Felisa López de Artigas. Se graduó de abogado en 1822 en el Instituto Nacional. Vivió con su hermano Manuel en Buenos Aires y Montevideo y sufrió penurias. 

## Carrera militar
Regresó a Chile en 1820 y fue sorprendido en una conspiración contra Bernardo O'Higgins; fue procesado y condenado a muerte; O'Higgins conmutó la pena capital por la del destierro, enviándole a Perú, donde se hizo militar. 
En 1824 fue jefe de un regimiento de 1.200 hombres en Cajamarca. Intentó una conspiración contra la vida de Simón Bolívar, pero fue apresado, sometido a proceso y condenado a muerte nuevamente. Su vida estaba en manos de Bolívar quien le indultó tras la intervención de O'Higgins a su favor.

## Carrera política
Tras intentar matar a O'Higgins, pasó a ser uno de sus principales defensores, tras su intervención a  su favor con el problema con Bolívar. Dentro de las filas peluconas, logró ser elegido Diputado por Talca en 1818, reelegido en 1824. Por Linares en 1825, reelegido en 1827.
Militante del Partido Conservador, fue elegido Diputado por Talcahuano y Coelemu en 1846, reelegido en 1849 y 1852, integrando en estos períodos la Comisión permanente de Elecciones y Calificación de Peticiones.